# Pietro D'Ayala Valva
Pietro D'Ayala, nobile dei Marchesi di Valva, nobile di Taranto, conte (Taranto, 2 aprile 1848 – Taranto, 9 marzo 1923), è stato un nobile e politico italiano.

## Biografia
Il conte Pietro  nacque  il 2 aprile 1848 da nobile famiglia dei D'Ayala Valva. Fu capo del Partito Progressista tarantino. Da 1882 sedette alla Camera dei deputati  ininterrottamente per sette legislature, fino alla XX. Fu avversario di Depretis, e sostenitore di Francesco Crispi.
Venne nominato senatore il 14 giugno 1900 e fu eletto segretario nell'Ufficio di Presidenza nel corso della XXIV legislatura. Fece parte della Commissione d'inchiesta sulle condizioni dei contadini nel Mezzogiorno.